# Возачка дозвола у Србији
Возачка дозвола је јавна исправа коју издаје Министарство унутрашњих послова. Возачка дозвола даје особи којој је издата да у саобраћају на путу управља моторним возилима одређене категорије на одређено време.
Поред возачке дозволе, постоје пробна возачка дозвола и међународна возачка дозвола.

## Издавање возачке дозволе и пробне возачке дозволе
Возачка дозвола ће се издати лицу:
- које испуњава старосне услове
- које испуњава здравствене услове
- које има пребивалиште или одобрен привремени боравак од најмање 6 месеци у Републици Србији
- које је положило возачки испит за возача одређене категорије моторних возила, односно скупа возила
- које је положило испит из прве помоћи (није потребна за категорије F и M)
- коме није забрањено управљање моторним возилом, односно скупом возила

Пробна возачка дозвола се издаје се лицу које први пут положи возачки испит за управљање моторним возилима категорија А1, А2, А, В1 и В са роком важења:
- 2 године – лицима која су положила возачки испит са навршених 19 година живота
- до навршене 21. године живота – лицима која су положила возачки испит пре навршене 19. године живота
- годину дана за B категорију за ученике средњих стручних школа, који се образују за образовни профил возач моторних возила и који су положили возачки испит за управљање возилима C и CE категорије
- уколико положи неку категорију за коју му треба пробна возачка, а већ му је издата, пробна возачка дозвола за новостечену категорију му важи до датума важења пробне возачке дозволе која је прво издата
- уколико положи неку категорију за коју му треба пробна возачка, а претходна пробна возачка дозвола му је истекла, онда му се издаје редовна возачка дозвола

Након истека пробне возачке дозволе за поменуте категорије се издаје возачка дозвола са роком важења од 10 година, а за категорије C, CЕ, C1, C1Е, D, DЕ, D1 и D1Е, возачка дозвола се издаје на рок важења од 5 година. Постоје изузеци за рокове важења возачких дозвола, попут:
- рок важења до навршене 65. године за лица који у моменту издавања имају више од 55 година
- рок важења до највише 5 година, према налазу и мишљењу датом у уверењу о здравственој способности за лица старија од 65 година
- неки други рок важења, сходно налазу и мишљењу датом у уверењу о здравственој способности

## Категорије и старосни услови за стицање категорије

### Категорије
Возачка дозвола издаје се за управљање моторним возилима, односно скуповима возила следећих категорија:
- АМ – Мопеди, лаки трицикли или лаки четвороцикли
- А1 – Мотоцикли чија радна запремина мотора није већа 125 cm³ и снаге мотора до 11 kW чији однос снаге мотора и масе возила није већи од 0,1 kW/kg и тешки трицикли чија снага мотора не прелази 15 kW
- А2 – Мотоцикли чија снага мотора није већа од 35 kW и чији однос снаге мотора и масе возила није већи од 0,2 kW/kg
- А – Мотоцикли и тешки трицикли чија снага мотора прелази 15 kW
- B1 – Тешки четвороцикли
- B – Моторна возила, осим возила категорије А, А1, А2, АМ, F и М, чија највећа дозвољена маса није већа од 3.500 kg и која немају више од осам места за седење не рачунајући седиште за возача
- BЕ – Скуп возила чије вучно возило припада категорији В, највећа дозвољена маса прикључног возила је већа од 750 kg, а није већа од 3.500 kg
- C1 – Моторна возила, осим возила категорије А, А1, А2, АМ, F, М, В, D и D1, чија је највећа дозвољена маса већа од 3.500 kg, а није већа од 7.500 kg
- C1Е – Скуп возила чије вучно возило спада у категорију C1, а највећа дозвољена маса прикључног возила прелази 750 kg и највећа дозвољена маса скупа не прелази 12.000 kg, као и скуп возила чије вучно возило спада у категорију В, а највећа дозвољена маса прикључног возила прелази 3.500 kg и највећа дозвољена маса скупа возила не прелази 12.000 kg
- C – Моторна возила, осим категорије А, А1, А2, АМ, F, М, В, D и D1, чија је највећа дозвољена маса већа од 3.500 kg
- CЕ – Скуп возила чије вучно возило припада категорији C, а највећа дозвољена маса прикључног возила је већа од 750 kg
- D1 – Моторна возила за превоз лица, која осим седишта за возача имају више од осам, а највише 16 седишта и чија максимална дужина не прелази осам метара
- D1Е – Скуп возила чије вучно возило припада категорији D1, а највећа дозвољена маса прикључног возила је већа од 750 kg
- D – Моторна возила за превоз лица, која осим седишта за возача имају више од осам седишта
- DЕ – Скуп возила чије вучно возило припада категорији D, а највећа дозвољена маса прикључног возила је већа од 750 kg
- F – Трактори са или без прикључних возила и радне машине
- M – Мотокултиватор (добија се уз сваку положену категорију)

#### Право управљања
Постоје следећа права управљања:
- Возач возила категорије C1Е, CЕ, D1Е или DЕ може да управља скупом возила категорије BЕ.
- Возач возила категорије CЕ може да управља скупом возила категорије DE, уколико има категорију D.
- Возач возила категорије CЕ може да управља скупом возила категорије C1Е, односно возач категорије DЕ категоријом D1Е.
- Возач возила B категорије има право да управља и лаким трициклима и лаким четвороциклима, тешким трициклима чија снага мотора није већа од 15 kW и тешким четвороциклима, као и тешким трициклима чија снага мотора је већа од 15 kW када напуни 21 годину.
- Возач возила В1 категорије има право да управља и лаким трициклима, тешким трициклима чија снага мотора није већа од 15 kW, лаким и тешким четвороциклима.
- Трактором и радном машином може управљати само возач који има возачку дозволу за возила категорије F.
- Возач возила категорије А2 може да управља возилом категорије А1 и категорије АМ, а возач возила категорије А1 може да управља возилом категорије АМ.
- Возач возила категорије А, може да управља возилом категорије А1, А2 и АМ, возач возила категорије C може да управља возилом C1 категорије, возач возила категорије B може да управља возилом В1 категорије и возач возила категорије D може да управља возилом D1 категорије.
- Возачи категорија B, C, C1, D и D1 могу да управљају тим возилима и када им је придодато прикључно возило чија највећа дозвољена маса није већа од 750 kg.
- Мотокултиватором може управљати возач који има возачку дозволу за управљање возилом било које категорије.

#### Категорије добијене променом форме возачке дозволе
Прелазом са старог формата возачке дозволе, који је издават до 2009. године, на нов, од 2009. године, особе са следећим категоријама су добили категорије:
- А категорије – возачка дозвола за управљање моторним возилима категорија А, А1, А2, F, АМ и М
- B категорије – возачка дозвола за управљање моторним возилима категорија B, B1, BЕ, F, АМ и М
- C категорије – возачка дозвола за управљање моторним возилима категорија C, C1, B, B1, BЕ, F, АМ и М
- D категорије – возачка дозвола за управљање моторним возилима категорија D, D1 C, C1, B, B1, BЕ, F, АМ и М
- потврда о познавању саобраћајних прописа – F, M и АМ
- C, D и Е категорије – возачка дозвола за управљање моторним возилима категорија BЕ, CЕ, C1Е, DЕ и D1Е
- C и Е категорије – возачка дозвола за управљање моторним возилима категорија BЕ, CЕ и C1Е
- B и Е категорије – возачка дозвола за управљање моторним возилима категорија BЕ
- дозвола за возаче трактора – возачка дозвола за управљање моторним возилима категорија F, M и АМ

### Старосни услови за стицање возачких категорија
Возачку дозволу и пробну возачку дозволу може добити лице које је навршило:
- 15 година за категорију М
- 16 година за категорије F, АМ и А1
- 17 година за категорију B
- 18 година за категорије А2, B1, C1 и C1Е
- 21 годину за категорије BE, C, CЕ, D1 и D1Е
- 24 године за категорије D, DЕ и А, осим за лица која возачку дозволу за категорију А2 поседују најмање 2 године

Ученици средњих школа који се образују за образовне профиле возач моторних возила мора имати навршених 18 година живота за добијање возачке дозволе категорије C и СЕ.
Особе које управљају возилима ватрогасне службе или возилом органа за очување јавног реда и мира, односно одбране, возачку дозволу може добити лице које је навршило:
- 18 година за категорију C, CЕ, D1 и D1Е
- 19 година за категорију А
- 21 годину за категорију D и DЕ

Особе којима су издати сертификат о стручној компетентности којим се потврђује почетна квалификација, возачку дозволу може добити лице које је навршило:
- 18 година за категорију C, CЕ, D1 и D1Е
- 21 годину за категорију D и DЕ

## Кодови у возачкој дозволи
У возачку дозволу и пробну возачку дозволу се уносе јединствени кодови додатних информација и ограничења, којима се означавају здравствена и друга ограничења за управљање моторним возилима и скуповима. То може бити попут обавезе ношења наочала или контактних сочива, забране вожње аутопутем или пак ограничење да се вози само по дану.